# 新派特赖
新派特赖（匈牙利語：Újpetre）是匈牙利巴兰尼亚州所辖的一个村。总面积16.71平方公里，总人口1097，人口密度65.6人/平方公里（2011年1月1日）。